# Cocoharpinia iliffei
Cocoharpinia iliffei é uma espécie de crustáceo da família Phoxocephalidae.
É endémica das Bermudas.